# Eissanduhr

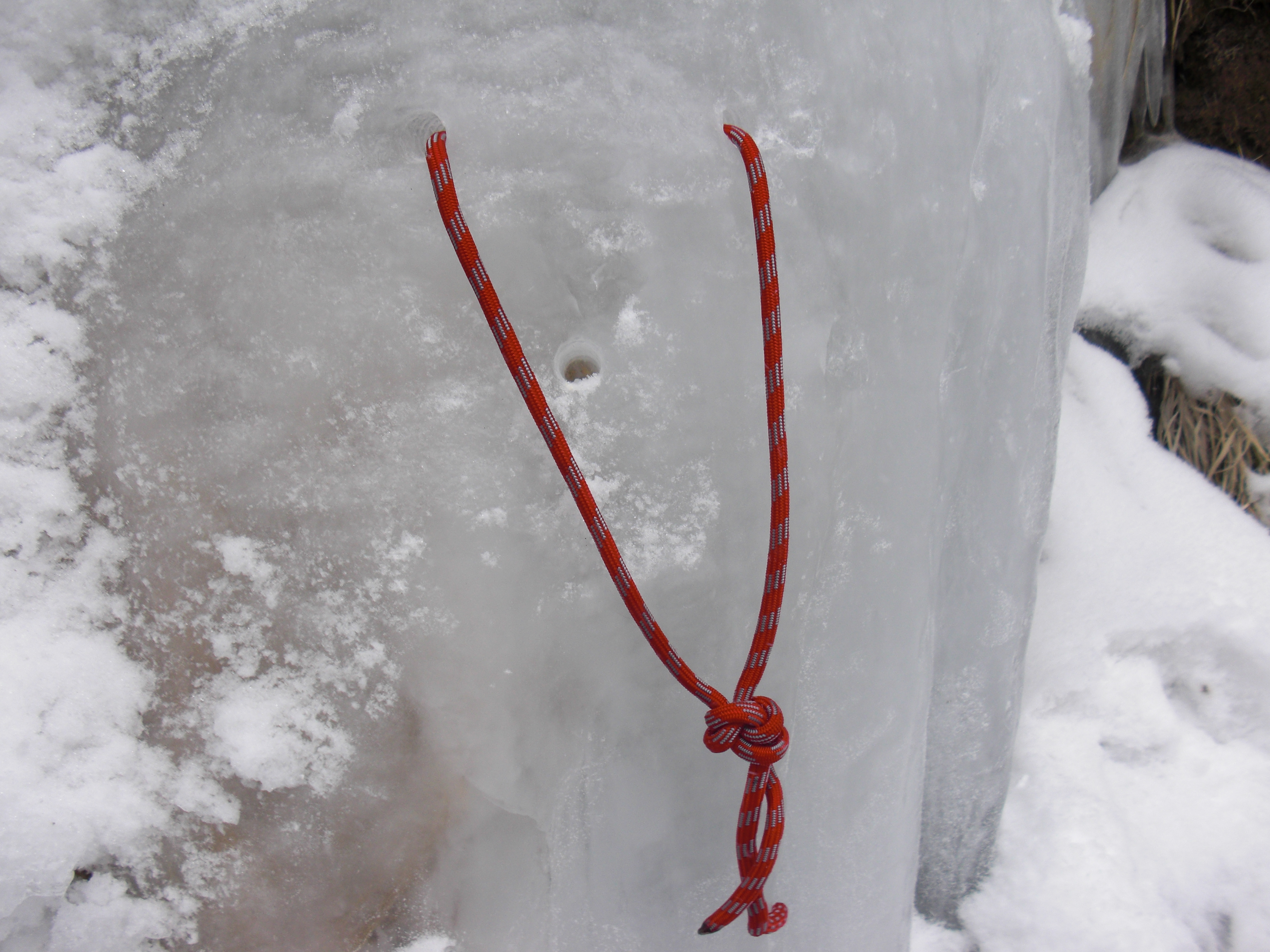
Eissanduhr

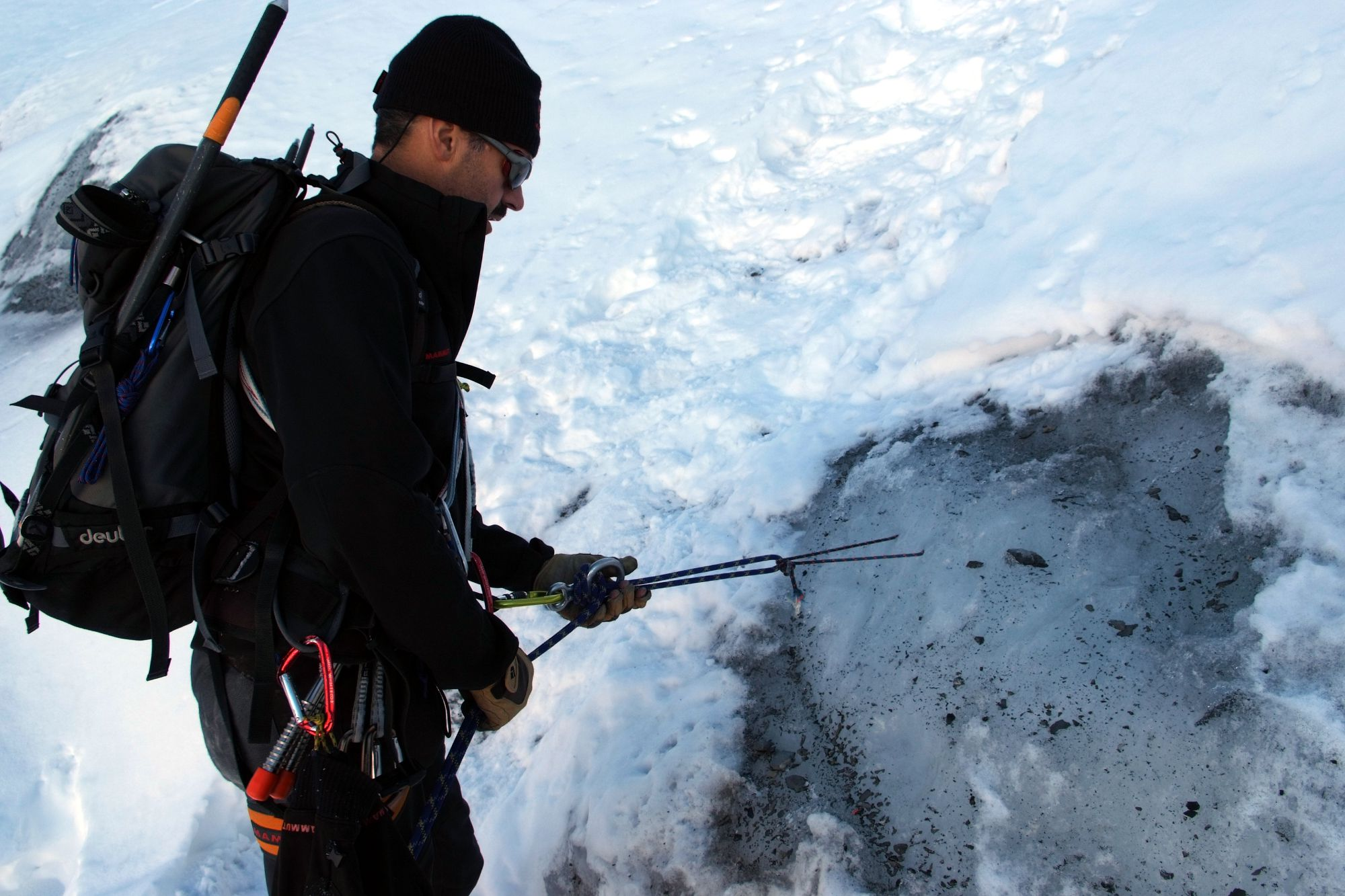
Bergsteiger beim Abseilen an einer Eissanduhr

Die Eissanduhr (nach dem Erfinder auch Abalakow-Eissanduhr oder Abalakow-Schlinge) ist ein Sicherungspunkt im Eis, der sich besonders zum Abseilen und zum Standplatzbau eignet. Die Eissanduhr ist relativ unempfindlich gegen Druckschmelzung und Sonneneinstrahlung.
Mittels einer möglichst langen Eisschraube werden schräg zwei auf gleicher Höhe liegende Kanäle ins kompakte Eis gebohrt, die sich in einem Winkel von ungefähr 60 Grad treffen und so einen im Eis liegenden durchgängigen Kanal mit zwei Öffnungen ergeben. Anschließend wird eine Reepschnur durch diesen Kanal gefädelt, beispielsweise unter Zuhilfenahme eines Drahthakens. Die beiden Enden der Reepschnur werden miteinander verknotet, um eine Schlinge zu bilden. Kevlar-Reepschnüre erleichtern das Durchfädeln. Es gibt auch spezielle „Sanduhrfädler“, die bei Verwendung von normalen Reepschnüren vorteilhaft sind.
Die Bezeichnung „Eissanduhr“ leitet sich aus der vom Handhabungsprinzip der Schlingenbildung ähnlichen „Sanduhr“ ab, die zur Sicherung im Fels verwendet wird und bei der die zur Sicherung verwendeten Felsformationen das Aussehen einer Sanduhr haben.